# Archevêché titulaire de Patras
 (février 2025).
Si vous disposez d'ouvrages ou d'articles de référence ou si vous connaissez des sites web de qualité traitant du thème abordé ici, merci de compléter l'article en donnant les références utiles à sa vérifiabilité et en les liant à la section « Notes et références ».
Patras (en italien : Patrasso) est un archevêché titulaire de l'Église catholique romaine.
Son origine remonte au diocèse de la ville antique de Patras, située dans la province romaine du Péloponnèse durant l'Antiquité tardive. De 1205 à 1429, des archevêques latins (de) résident dans la ville.
| Archevêques titulaires de Patras |                                          | |                   |                   |
| Numéro                           | Nom                                      | Fonctions | du                | au                |
| 1                                | Giovanni Francesco Guidi di Bagno        | | 3 mars 1614       | 24 juillet 1641   |
| 2                                | Ciriaco Rocci                            | Nonce apostolique de Suisse Nonce apostolique d'Autriche (en)                                                            | 29 mai 1628       | 25 septembre 1651 |
| 3                                | Girolamo Farnese                         | | 11 avril 1639     | 6 mai 1658        |
| 4                                | Ottaviano Carafa (en)                    | | 1660              | 1666              |
| 5                                | Fabrizio Spada                           | Nonce apostolique de Savoie (en) Nonce apostolique de France                                                             | 8 août 1672       | 23 mars 1676      |
| 6                                | Sinibaldo Doria                          | Archevêque de la Curie (de)                                                                                              | 18 décembre 1711  | 21 mai 1731       |
| 7                                | Fabrizio Serbelloni                      | Nonce apostolique de Toscane (en) Nonce apostolique de Cologne Nonce apostolique de Pologne Nonce apostolique d'Autriche | 6 août 1731       | 22 juillet 1754   |
| 8                                | Jean-Philippe de Walderdorff             | Archevêque coadjuteur de Trèves (Électorat de Trèves)                                                                    | 16 septembre 1754 | 18 janvier 1756   |
| 9                                | Francesco Carafa della Spina di Traetto  | Nonce apostolique de Venise                                                                                              | 28 janvier 1760   | 26 avril 1773     |
| 10                               | Carlo Crivelli                           | Nonce apostolique du Grand-duché de Toscane                                                                              | 11 septembre 1775 | 29 mars 1802      |
| 11                               | Celestino Maria Cocle (it)               | Recteur majeur à la Congrégation du Très Saint Rédempteur                                                                | 30 septembre 1831 | 3 mars 1857       |
| 12                               | Filippo Gallo CM                         | Évêque émérite de Bovino (de) (Royaume d'Italie)                                                                         | 18 mars 1858      | 1891              |
| 13                               | Giuseppe Maria Costantini                | Évêque émérite de Nepi (it) et Sutri (Royaume d'Italie)                                                                  | 1er juin 1891     | 9 janvier 1900    |
| 14                               | Donato Velluti Zati di San Clemente (it) | Évêque émérite de Pescia (Royaume d'Italie)                                                                              | 15 avril 1907     | 11 décembre 1927  |
| 15                               | André-Hyacinthe Longhin OFMCap           | Évêque émérite de Trévise (Royaume d'Italie)                                                                             | 4 octobre 1928    | 26 juin 1936      |
| 16                               | Luigi Fogar (it)                         | Évêque émérite de Trieste et Capodistria (de) (Royaume d'Italie)                                                         | 30 octobre 1936   | 26 août 1971      |